# Julius Erich Eberhard Brinckmann

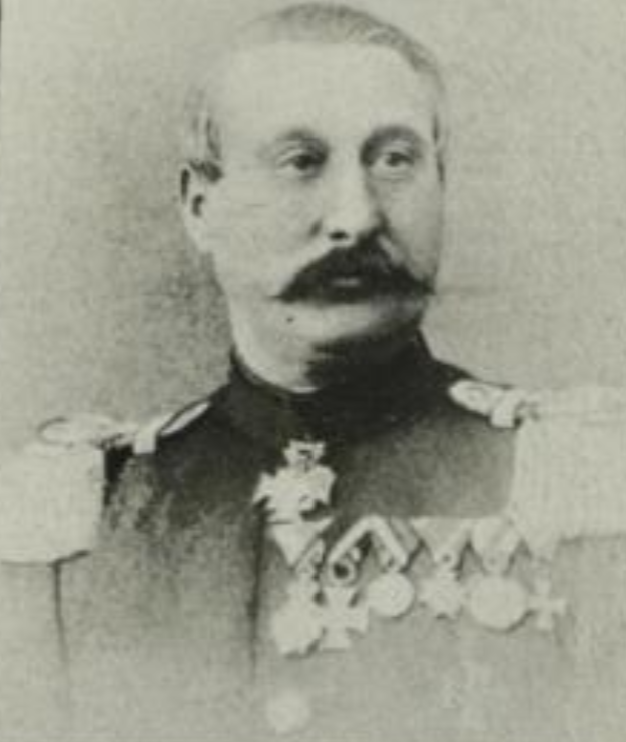
Julius Erich Eberhard Brinckmann

Julius Erich Eberhard Brinckmann (* 2. Juni 1823 in Ecklingerode; † 27. Juli 1903 in Gernrode) war ein sächsischer Generalmajor.

## Leben
Julius Erich Eberhard Brinckmann trat 1840 als Kadett in das königlich-hannoversche 2. Jäger-Bataillon ein und avancierte dort 1842 zum Leutnant. Er durchlief in der königlich-hannoverschen Armee eine gewöhnliche militärische Laufbahn und stieg 1854 zum Oberleutnant und 1859 zum Hauptmann auf. In dieser Zeit nahm er 1849 am Feldzug gegen Dänemark teil. Er nahm 1866 am Krieg gegen Preußen teil und kämpfte in der Schlacht bei Langensalza. Nach anschließender Annexion des Königreich Hannover schied er 1867 unter Genehmigung seines Abschiedsgesuches aus der Armee aus, um am 1. April 1867 als Hauptmann und Kompaniechef beim 4. Infanterie-Regiment Nr. 103 der sächsischen Armee angestellt zu werden. 1868 avancierte Brinckmann unter Ernennung zum etatsmäßigen Stabsoffizier im Infanterie-Regiment „Kronprinz“ (5. Königlich Sächsisches) Nr. 104 zum Major. Nach Ausbruch des Krieges gegen Frankreich wurde er zum Bataillonskommandeur des III. Bataillons im Infanterie-Regiment „König Georg“ (7. Königlich Sächsisches) Nr. 106 ernannt. Er nahm an der Schlacht bei Gravelotte, dem Gefecht bei Verdun, dem Gefecht bei Nouart, der Schlacht bei Beaumont, bei Sedan, der Belagerung von Paris, der Schlacht bei Villiers, dem Ausfall bei Ville Evrart und der Demonstration gegen Fort Nogent teil.  Über den Konflikt wurde er mit dem Eisernen Kreuz I. Klasse, dem Ritterkreuz des Militär-St.-Heinrichs-Ordens und dem Komturkreuz II. Klasse mit Schwertern des württembergischen Friedrichsordens ausgezeichnet. Nach Kriegsende erfolgte im Dezember 1872 seine Beförderung zum Oberstleutnant. Am 1. August 1874 wurde Brinckmann mit der Führung des Infanterie-Regiment „König Ludwig III. von Bayern“ (3. Königlich Sächsisches) Nr. 102 beauftragt, wonach er am 1. November 1875 zum Regimentskommandeur ernannt wurde und am 18. April 1875 zum Oberst befördert wurde. Unter Genehmigung seines Abschiedsgesuches wurde er am 20. April 1878 zur Disposition gestellt und am 28. November 1890 aus der Armee verabschiedet. Am 17. August 1895 wurde ihm der Charakter eines Generalmajors verliehen. Er war auch Träger des Komturkreuz II. Klasse des Albrechtsordens.